# Хафтия
Хафти́я (греч. Χαυτεία) — район Афин, расположенный к северу от Омонии. Район назван в честь богатого купца Хафтаса.